# Вовчинский, Григорий Васильевич
Григорий Васильевич Вовчинский (род. 4 июля 1988, Белоусовка, Черкасская область или Черкассы) — украинский спортсмен, чемпион зимних Паралимпийских игр в Сочи и Пекине, а также призёр зимних Паралимпийских игр в Ванкувере.

## Биография
Григорий Васильевич Вовчинский родился 4 июля 1988 года в селе Белоусовка Драбовского района Черкасской области Украинской ССР. С детства занимается различными видами спорта. Окончил Черкасский национальный университет имени Б. Хмельницкого.
Дебютировал на Зимних Параолимпийских играх в Ванкувере где завоевал 2 серебряные и 2 бронзовые медали.

### Спортивные достижения
- Серебро — Зимние Паралимпийские игры 2010 года (биатлон, 12,5 км)
- Серебро — Зимние Паралимпийские игры 2010 года (лыжные гонки, эстафета 1x4 км + 2x5 км)
- Бронза — Зимние Паралимпийские игры 2010 года (биатлон, 3 км)
- Бронза — Зимние Паралимпийские игры 2010 года (лыжные гонки, 10 км)
- Золото — Зимние Паралимпийские игры 2014 года (биатлон, 15 км)

## Награды
- Орден «За заслуги» I степени (2018)[1]
- Орден «За заслуги» II степени (23 августа 2014)[2]
- Орден «За заслуги» III степени (2010)[3]